# جاين لي
جاين لي (بالإنجليزية: Jane Lee)‏ هي ممثلة أمريكية، ولدت في 1912 بغلاسكو في المملكة المتحدة، وتوفيت في 17 مارس 1957 في الولايات المتحدة.

## وصلات خارجية
- جاين لي على موقع IMDb (الإنجليزية)
- جاين لي على موقع تيرنر كلاسيك موفيز (الإنجليزية)
- جاين لي على موقع أول موفي (الإنجليزية)
- جاين لي على موقع قاعدة بيانات الفيلم (الإنجليزية)
- جاين لي على موقع كينوبويسك (الروسية)